# Єзеров Альберт Анатолійович
Єзеров Альберт Анатолійович (нар. 11 листопада 1981, м. Одеса) — український правознавець, науковець Одеської школи права, фахівець з конституційного права, адміністративного права та процесу, кандидат юридичних наук, доцент. З 7 травня 2019 року обіймає посаду судді Верховного Суду. До того очолював кафедру конституційного права Національного університету «Одеська юридична академія», був адвокатом, заступником голови комітету з питань верховенства права Національної асоціації адвокатів України.

## Життєпис
Народився 11 листопада 1981 року в місті Одеса.
2003 року здобув кваліфікацію магістра права в Інституті адвокатури Одеської національної юридичної академії.
Навчався в аспірантурі на кафедрі конституційного права ОНЮА (жовтень 2003 р. — жовтень 2007 р.). У 2007 році захистив кандидатську дисертацію під науковим керівництвом професора М. П. Орзіха. У 2012 році присвоєно вчене звання доцента.
З вересня 2006 року по червень 2008 року — асистент, з вересня 2008 року по листопад 2018 року — доцент, з листопада 2018 року по травень 2019 року — професор кафедри конституційного права НУ «ОЮА», з листопада 2018 року по березень 2019 року — також в. о. завідувача цієї кафедри.
З 2006 по 2012 роки очолював клуб публічного права при кафедрі, з 2009 по 2015 роки рік був ведучим університетських і всеукраїнських брейн-рингів «Знавці Конституції».
З 2011 року — технічний редактор серії «Проблеми сучасної конституціоналістики».
З 2015 року експерт з питань права Українського центру економічних і політичних досліджень імені Олександра Разумкова.
З вересня 2003 року по серпень 2015 року — юрист-практик (юрисконсульт приватних компаній) у сферах корпоративного, господарського, трудового, податкового права.
У вересні — жовтні 2015 року — помічник голови, у жовтні 2015 року — квітні 2016 року — начальник юридичного відділу апарату Одеської обласної державної адміністрації.
У травні — листопаді 2016 року — в.о. заступника, заступник начальника Одеської митниці ДФС України.
У грудні 2016 — квітні 2018 року — помічник адвоката; у квітні 2018 року — квітні 2019 — адвокат адвокатського об'єднання «Максимус». Право здійснення адвокатської діяльності припинено у зв'язку із призначенням суддею Верховного Суду.
У серпні 2018 — травні 2019 — член комітету конституційного правосуддя та прав людини Ради адвокатів Одеської області.
У листопаді 2018 — травні 2019 — заступник голови комітету з питань верховенства права Національної асоціації адвокатів України.
З травня 2019 року — суддя Верховного Суду у Касаційному адміністративному суді.

## Громадська діяльність

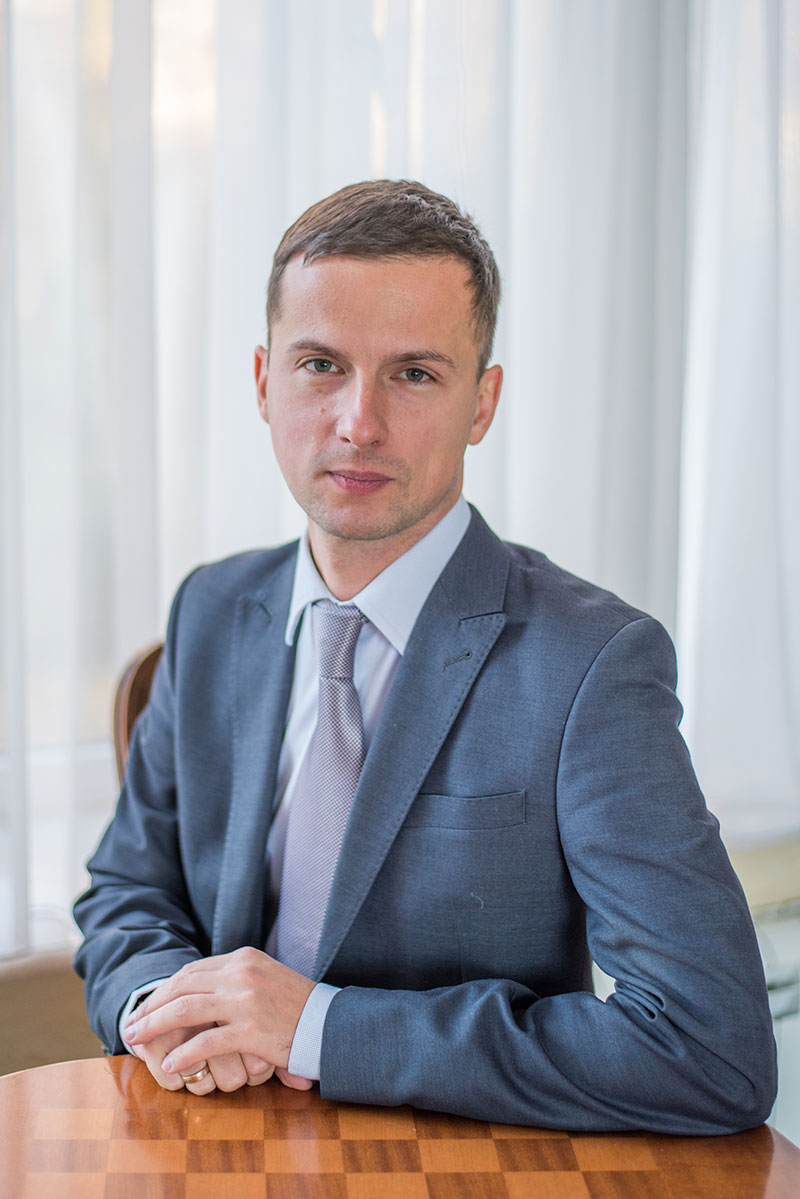

У 2015—2019 роках — член Одеської обласної міжвідомчої координаційно-методичної ради з правової освіти населення.
У 2013—2016 роках — голова правління об'єднання співвласників багатоквартирного будинку.
Засновник та голова (до 2019 року) громадської організації «Громадянський центр правових ініціатив».

## Наукова кар'єра
У 2008 році захистив дисертацію на здобуття наукового ступеня кандидата юридичних наук на тему: «Конституційний конфлікт як феномен та процес в Україні» (спеціальність 12.00.02), наук. керівник — проф. М. П. Орзіх. У 2012 році йому присвоєно вчене звання доцента.

### Наукові напрями
Основні напрями наукових досліджень: конституційна конфліктологія, застосування конституції під час здійснення правосуддя, конституційно-правове регулювання діяльності органів публічної влади, конституційна юстиція, конституційна безпека, адміністративне судочинство, конституційні перетворення в Україні.
Публікації А. А. Єзерова здобули авторитет серед науковців — станом на середину 2023 року наявні понад 250 посилань науковців на його праці.

### Науково-редакційна діяльність
Є співавтором і співредактором серії навчальних посібників «Проблеми сучасної конституціоналістики». Член редакційної колегії наукового альманаху «Проблеми сучасної конституціоналістики». З 2011 року вийшло чотири випуски:
1. Проблеми сучасної конституціоналістики: навч. посіб. / [Орзіх М. П. та ін.] ; за ред. д-ра юрид. наук, проф., засл. діяча науки і техніки України М. П. Орзіха ; Нац. ун-т «Одес. юрид. акад.». — Київ: Юрінком Інтер, 2011. — 267 с. — (Серія «Проблеми сучасної конституціоналістики» ; вип. 1). — Бібліогр.: с. 253—261. — 1000 прим. — ISBN 978-966-667-457-2. — ISBN 978-966-667-456-5 (Вип. 1)
2. Проблеми сучасної конституціоналістики: навч. посіб. Вип. 2. Конституційні перетворення в Україні / [Орзіх М. П. та ін.] ; за ред. М. П. Орзіха, д-ра юрид. наук, проф., Засл. діяча науки і техніки України ; Нац. ун-т «Одес. юрид. акад.». — Київ: Юрінком Інтер, 2012. — 430 с. — (Серія «Проблеми сучасної конституціоналістики» ; вип. 2). — Бібліогр.: с. 416—430. — 600 прим. — ISBN 978-966-667-545-6. — ISBN 978-966-667-545-6 (вип. 2)
3. Проблеми сучасної конституціоналістики: навч. посіб. Вип. 3. Сучасний український конституціоналізм / [Афанасьєва М. В. та ін.] ; за ред. А. Р. Крусян, д-ра юрид. наук, проф. ; Нац. ун-т «Одес. юрид. акад.». — Одеса: Фенікс, 2015. — 523 с. — (Проблеми сучасної конституціоналістики ; вип. 3). — Бібліогр.: с. [511]-523. — 300 прим. — ISBN 978-966-438-890-7 (вип. 3). — ISBN 978-966-667-457-2
4. Проблеми сучасної конституціоналістики: навч. посіб. / Н. В. Аніщук, М. В. Афанасьєва, Н. М. Бакаянова та ін.] ; за заг. ред. А. Р. Крусян та А. А. Єзерова — Київ: Юрінком Інтер, 2018. 524 с. (Серія: «Проблеми сучасної конституціоналістики». Вип. 4: Конституційне гуманітарне право).

### Правоосвітня та науково-експертна діяльність
У 2008—2015 роках — лектор в Інституті підготовки професійних суддів (навчальний курс «Конституційна юстиція»).
У 2009—2017 роках — лектор в магістратурі державної служби (спеціалізація «публічне адміністрування»).
У 2012, 2020 роках — брав участь як лектор у літній школі під егідою ОБСЄ «Верховенство права і конституціоналізм».
2011 року підготовлено та вийшло накладом 4800 примірників наукове видання «Конституція у судових рішеннях» (у співавторстві).
2011 року започатковано серію видань «Проблеми сучасної конституціоналістики» (є автором та редактором видання, вийшло 4 випуски).
2013 року видано монографію «Конституційні перетворення в Україні: історія, теорія і практика» (у співавторстві).
2015 року вийшов друком підручник «Конституційне право зарубіжних країн» (у співавторстві).
У 2015—2018 роках — співпрацював у ролі експерта з правових питань у проекті «Місцеве самоврядування та верховенство права» з Академією Фольке Бернадотта (шведське урядове агентство з питань миру, безпеки та розвитку), Українським центром економічних та політичних досліджень ім. О. Разумкова та Соціологічною агенцією «ФАМА».
2020 року ініціював (автор ідеї та засновник) створення інтернет-порталу «Конституціоналіст».
Є сертифікованим майстер-тренером з освіти для демократичного громадянства та освіти з прав людини і розвитку громадянських компетентностей (свідоцтво DOCCU, 2017 р.).
2019 року навчався в The Aspen Institute Kyiv на програмі «Справедливість. Закон. Суспільство».
У квітні 2023 року вступив на докторську програму Українського вільного університету (Мюнхен, Німеччина).

#### Офіційне опонування
2020 року був офіційним опонентом:
1. дисертаційного дослідження О. Д. Лещенко на тему «Виборчі спори в Україні: конституційно-правовий аспект» (науковий керівник — к. ю. н., адвокат М. І. Ставнійчук)[5].
2. дисертаційного дослідження В. В. Сметани на тему «Конституційно-правове забезпечення правозахисної діяльності у сфері місцевого самоврядування: вітчизняний та світовий досвід» (науковий керівник — д. ю. н., професор О. В. Батанов)[6].

### Основні наукові здобутки

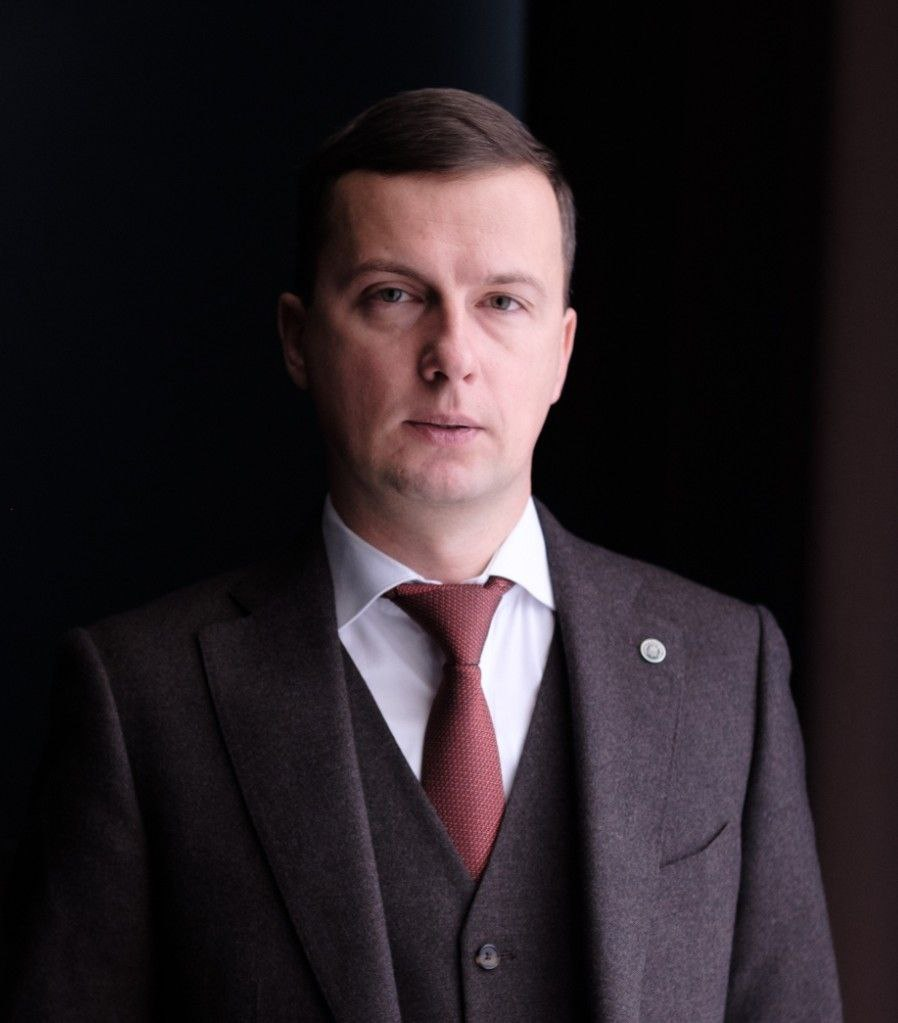

В Україні А. А. Єзеров вважається одним із засновників конституційної конфліктології. Вчений доповнив «предмет науки конституційного права новим науковим напрямком (конституційною конфліктологію)» (д.ю.н., завідувач Центру теоретичних проблем законотворчості Інституту держави і права імені В. Корецького НАН України О. І. Ющик.
Науковець уперше в українській конституціоналістиці висвітлив питання конфліктної взаємодії суб'єктів конституційних правовідносин, зокрема органів державної влади. Уперше було системно досліджено явище конституційного конфлікту, автор «здійснив вагомий внесок у побудову» «теорії конфліктів в межах конституційного права як науки»; «вперше в Україні на монографічному рівні досліджуються теоретичні основи конституційного конфлікту та конституційної конфліктності. Ключовим у роботі є пов'язання детермінації конституційних конфліктів з соціальною (правовою, політичною) активністю суб'єктів конституційних правовідносин та застосування антропологічного підходу до розгляду конституційних конфліктів, де визначальне значення має позиція, воля, інтереси людей, що персоніфікують конфліктуючі сторони. Це цілком відповідає традиції наукової школи людського виміру права, яку передусім представляє кафедра конституційного права Одеської національної юридичної академії» (д.ю.н., професор М. П. Орзіх).
Досліднику властива «філософсько-методологічна культура, яка дозволила йому плідно використовувати в дослідженні методи філософсько-правової антропології, соціології права, юридичної конфліктології, тобто певною мірою здійснити міждисциплінарний синтез» (д.ю.н., професор С. І. Максимов).
А. А. Єзерову «блискуче вдалося у межах конфліктолого-правової парадигми, до фундації якої нами також докладено певних зусиль, здійснити феноменологічний аналіз і наукову інтерпретацію конституційного конфлікту як політико-правової реалії; крім того, ним вдало розроблено універсальну систематизацію (класифікацію) конституційних конфліктів на підставі шкал і типових критеріїв» (академік АПН України, д.ю.н., професор М. І. Панов;
д.соц.н., професор Л. М. Герасіна). Вчений «першим розкрив поняття „конституційної конфліктності“, дав універсальну класифікацію конституційних конфліктів, яка дає можливість виявити сутнісні характеристики кожного конфлікту» (академік АПН України, д.ю.н., професор Л. К. Воронова).
Зокрема, запропоновано універсальну класифікацію конституційних конфліктів за певними одиницями класифікації, кожна з яких може бути описана у кількісних та якісних показниках:
1. функціональний аспект конституційних конфліктів дозволяє виділити соціально-позитивні та соціально-негативні типи конституційних конфліктів;
2. рівень конституційного конфлікту визначається його масштабністю: від того, чи існує конституційний конфлікт на загальнодержавному, регіональному чи місцевому рівнях, і залежить його віднесення до певної категорії — конфлікти мікро-, мезо- та макрорівня;
3. форма конституційного конфлікту є критерієм для віднесення його до того чи іншого класу: простий конституційний конфлікт та три особливі форми конституційного конфлікту — конституційний делікт, конституційний спір та конституційна криза;
4. за об'єктом (тобто за сферою розгортання) конституційні конфлікти поділяються на роди: суто конституційно-правові, об'єктом яких є певні конституційні матерії, та комплексні, об'єкт яких має змішані характеристики;
5. в основі виокремлення предметних груп конституційних конфліктів лежить предмет конфлікту як певна проблема (конфронтаційні відносини), що виникла у стосунках між суб'єктами конституційних правовідносин;
6. характер і особливості сторін конституційних конфліктів складають їх найсуттєвішу ознаку, тому саме за нею вони розподіляються на види[8].

Крім того, автором уперше встановлено взаємовплив соціальної активності суб'єктів конституційно-правових відносин та конституційної конфліктності у суспільстві; систематизовано та класифіковано засоби впливу на конституційно-конфліктний процес, в рамках чого визначено ведучу роль Конституційного Суду України при попередженні та вирішенні конституційних конфліктів; вказано на існування конфліктогенного, а не лише стабілізуючого, аспекту існування конституції як чинника впливу на суспільні відносини.
На думку к.ю.н., доцента В. В. Речицького, «аналізована робота є … професійно виваженою, докладною й літературно добре написаною (відредагованою)»; «автор демонструє сучасний стиль мислення, високу юридичну та політичну культуру, глибоке знання широкого кола джерел тощо».
Крім того, А. А. Єзеров «досить вдало використовує численні приклади із життя сучасної України, завдяки чому чітко простежується не лише теоретичний, а й прикладний характер дослідження» (к.ю.н., доцент О. С. Орловський).

### Основні праці
Автор понад 100 наукових та навчально-методичних публікацій, учасник міжнародних, всеукраїнських та регіональних конференцій і семінарів. Є автором і співавтором монографій, навчальних і навчально-методичних посібників, наукових статей тощо.

#### Підручники, навчальні та навчально-методичні посібники
1. Конституційно-правові проблеми виконавчої влади: навчально-методичний посібник для слухачів магістратури державної служби / А. А. Єзеров. — О. : Фенікс, 2009. — 138 с.
2. Курс конституционного права Украины. Том 2. Конституционный строй Украины: учебник / под ред. М. А. Баймуратова и А. В. Батанова. — Сумы: ИТД «Университетская книга», 2012. — С. 426—452.
3. Конституційне право України: прагматичний курс: навч. посіб. / М. В. Афанасьєва, Ю. Ю. Бальцій, Ю. Д. Батан [та ін.] ; за заг. ред. М. В. Афанасьєвої, А. А. Єзерова ; тех. ред. Ю. Д. Батан. — Одеса: Юридична література, 2017. — 256 с.— ISBN 978-966-419-307-5
4. Кравчук В. М., Єзеров А. А., Васильків І. Д. Правознавство (профільний рівень): підручник для 10 класу закладів загальної середньої освіти. — Тернопіль: Астон, 2023. — 310 с. (рекомендовано МОН України).
5. Конституційне право зарубіжних країн. Том 2 : Особлива частина / під ред. д.ю.н., проф. Н. В. Мішиної та доц. В. О. Міхальова. — Дніпропетровськ: Середняк Т. К., 2014.
6. Правознавство (профільний рівень): підручник для 10 класу закладів загальної середньої освіти / В. М. Кравчук, А. А. Єзеров, І.Д Васильків. — Тернопіль: Астон, 2023. — 310 с.  - https://drive.google.com/file/d/1m9l4AJ9M4oD9wNFnttUJhrHuVVtRf7Ul/view

#### Монографії та наукові статті
1. Єзеров А. Конституційний конфлікт як феномен та процес в Україні: Монографія. — О.: Юрид. л-ра, 2008. — 240 с.
2. Єзеров А. Конституційна конфліктність в умовах демократії // Право України. — 2008. — № 8. — С. 15 — 19.
3. Єзеров А. А. Сутність та межі конституційного тлумачення // Вісник Харківського національного університету ім. В.Каразіна. — Серія «Право». — 2011. — № 945. — С. 98 — 102.
4. Єзеров А., Орзіх М. Конституція України діє, конституційні перетворення тривають (до 15-ї річниці Конституції України) // Наукові праці Національного університету «Одеська юридична академія». — 2011. Т. Х. — С. 28 — 46.
5. Єзеров А. А. Конфлікти у конституційно-правовій сфері: проблема найменування та визначення // Право України. — 2011. — № 5. — С. 187—195.
6. Езеров А. Роль Конституционного Суда Украины в развитии современного конституционализма // Конституционное правосудие: Международный вестник Конференции органов конституционного контроля стран новой демократии. — Выпуск № 3 (57). — Ереван: Центр конституционного права Республики Армения, 2012. — С. 25 — 49.
7. Єзеров А. А. Конфліктологічна експертиза актів конституційного законодавства // Право України. — 2013. — № 1 — 2. — С. 275—283.
8. Єзеров А. А. Конституційна безпека як складник національної безпеки України // Стратегічні пріоритети. — 2013. — № 2 (27). — С. 120—126.
9. Єзеров А., Батан Ю. Належне врядування й надання адміністративних послуг органами місцевого самоврядування / А. Єзеров, Ю. Батан // Юридичний вісник. — 2016. — № 2. — С. 109—116.
10. Терлецький Д. С., Єзеров А. А. Здійснення права на конституційну скаргу: аналіз практики Конституційного Суду України // Вісник Конституційного Суду України. — 2018. — № 5. — С. 74 — 83.
11. Yezerov A. The right to be forgotten": the practice of the echr and ukrainian reality. Problems and perspectives // ECHR's Jurisprudence in Digital Era: proceedings of the Int. sci. conf. (Odesa, May 31 — June 1, 2019) / MES of Ukraine, Nat. Univ. «Odes. Acad. of Law», SRC NALSU ; exec. eds. H. A. Ulianova, V. A. Tuliakov. — Odesa: Publishing house «Helvetika», 2019. — P. 290—293.
12. Єзеров А., Пирогов В. Практика Верховного Суду у справах щодо юридичних актів (рішень, дій та бездіяльності) Президента України // Український часопис конституційного права. — 2019. — № 1. — С. 19 — 30. — https://www.constjournal.com/wp-content/uploads/issues/2019-1/pdfs/2-albert-yezerov-vladyslav-pyrohov-praktyka-verkhovnoho-sudu-spravakh-shchodo-yurydychnykh-aktiv-rishen-dii-bezdiialnosti.pdf [Архівовано 24 жовтня 2020 у Wayback Machine.]
13. Єзеров А. А. Неконституційність закону як підстава для перегляду судових рішень за виключними обставинами в адміністративному судочинстві // Вісник Конституційного Суду України. — 2020. — № 3. — С. 112—124.
14. Єзеров А., Терлецький Д. Суди загальної юрисдикції та Конституційний Суд України: питання взаємодії // Право України. — 2020. — № 8. — С. 223—237.
15. Застосування судами Конституції України: доктрина і практика / О. Ю. Водянніков, О. В. Грищук, В. В. Лемак, Д. Г. Михайленко, О. В. Совгиря [та ін.]; упоряд. : А. А. Єзеров, Д. С. Терлецький. Київ: ВАІТЕ, 2022. 603 с.

#### Практичні публікації
1. Конституція України у судових рішеннях / Орзіх М. П., Єзеров А. А., Терлецький Д. С. — К.: Юрінком Інтер, 2011. — 432 с.
2. Конституційна скарга в діяльності адвоката: методичні рекомендації / Ставнійчук М. І., Єзеров А. А., Терлецький Д. С., Запорожець В. І. ; Нац. асоц. адвокатів України, Секція з сімейн. права. — Х.: Фактор: Ком. з питань верховенства права, 2019. — 96 с. — 10000 прим. — ISBN 978-966-180-735-7

#### Альбом
1. Волокін Є. О. Курсаки, або Місце, якого немає на карті: [перше систематизоване вид. про одес. микрорайон Курсаки та прилеглі до нього території] / Євген Олександрович Волокін, Альберт Анатолійович Єзеров ; фот. Олег Владимирський, Євген Олександрович Волокін, Олександр Гіманов. — Київ : 7БЦ, 2024. — 162 с., [1] арк. вкл. іл. : іл., фотоіл., портр., карти. — (Стара Одеса в фотографіях; вип. 8). — ISBN 978-617-549-337-3

## Верховний Суд
7 травня 2019 року указом Президента України № 195/2019 призначений суддею Верховного Суду в Касаційному адміністративному суді. Офіційну присягу судді Верховного Суду склав того ж дня.
Здійснює правосуддя у складі судової палати з розгляду справ щодо захисту соціальних прав.
Постановою Пленуму Верховного Суду № 14 від 03.03.2023 введений до складу робочої групи Пленуму Верховного Суду із внесення змін до Регламенту Пленуму Верховного Суду.
У травні 2023 року висувався на посаду Голови Верховного Суду.

## Відзнаки
- Нагороджений … (20..).